# Saboteur Mixtape Vol. 1
 (octobre 2022).
La mise en forme du texte ne suit pas les recommandations de Wikipédia : il faut le « wikifier ».
Les points d'amélioration suivants sont les cas les plus fréquents :
- Les titres sont pré-formatés par le logiciel. Ils ne sont ni en capitales, ni en gras.
- Le texte ne doit pas être écrit en capitales (les noms de famille non plus), ni en gras, ni en italique, ni en « petit »…
- Le gras n'est utilisé que pour surligner le titre de l'article dans l'introduction, une seule fois.
- L'italique est rarement utilisé : mots en langue étrangère, titres d'œuvres, noms de bateaux, etc.
- Les citations ne sont pas en italique mais en corps de texte normal. Elles sont entourées par des guillemets français : « et ».
- Les listes à puces sont à éviter, des paragraphes rédigés étant largement préférés. Les tableaux sont à réserver à la présentation de données structurées (résultats, etc.).
- Les appels de note de bas de page (petits chiffres en exposant, introduits par l'outil «  Source ») sont à placer entre la fin de phrase et le point final[comme ça].
- Les liens internes (vers d'autres articles de Wikipédia) sont à choisir avec parcimonie. Créez des liens vers des articles approfondissant le sujet. Les termes génériques sans rapport avec le sujet sont à éviter, ainsi que les répétitions de liens vers un même terme.
- Les liens externes sont à placer uniquement dans une section « Liens externes », à la fin de l'article. Ces liens sont à choisir avec parcimonie suivant les règles définies. Si un lien sert de source à l'article, son insertion dans le texte est à faire par les notes de bas de page.
- La présentation des références doit suivre les conventions bibliographiques. Il est recommandé d'utiliser les modèles {{Ouvrage}}, {{Chapitre}}, {{Article}}, {{Lien web}} et/ou {{Bibliographie}}. Le mode d'édition visuel peut mettre en forme automatiquement les références.
- Insérer une infobox (cadre d'informations à droite) n'est pas obligatoire pour parachever la mise en page.

Pour une aide détaillée, merci de consulter Aide:Wikification.
Si vous pensez que ces points ont été résolus, vous pouvez retirer ce bandeau et améliorer la mise en forme d'un autre article.
Albums par Deen Burbigo
OG SAN
(2021)
La Saboteur Mixtape Vol. 1 est la première mixtape du label indépendant Saboteur Records, structure fondée par Deen Burbigo et Eff Gee tous deux membres du collectif L'Entourage sorti le 21 octobre 2022.
Cet opus, en plus de faire participer les membres du label tels que Deen Burbigo, Eff Gee, Ratu$, 2zer ou Esso Luxueux, fait participer des artistes divers de la musique rap en France dont des acteurs majeurs comme Nekfeu, Alpha Wann, Jazzy Bazz, La Fève, Doums, Infinit' ou encore Nubi,.

## Genèse
C'est à travers un visuel du 30 août 2022, posté sur Instagram et YouTube, qu'est dévoilé le projet. Cela est suivi le lendemain par la sortie d’un premier extrait accompagné d'un clip SABOTEUR GANG.
La tracklist est quant à elle annoncée le 6 septembre, on y retrouve les membres du label Saboteur Records, de nombreux membres faisant partie ou étant proches du collectif L'Entourage et même le rappeur Nubi avec qui Deen Burbigo avait déjà collaboré en 2013 sur le morceau Pour nous-même.
Un second extrait intitulé Faux G sort le 28 septembre.
La pochette de la mixtape a été réalisée par Rægular, designer graphique ayant travaillé avec de nombreux rappeurs Français.
Ce projet peut être comparé à la Don Dada Mixtape Vol. 1 tant par sa forme que par les artistes présents.

## Liste des pistes
| 1.    | Intro                                                      |                                         | 0:13 |
| 2.    | Saboteur Gang (Deen Burbigo, Ratu$, Eff Gee, Esso Luxueux) | MDK                                     | 3:01 |
| 3.    | Quotidien (Nekfeu, Eff Gee, Doums)                         | Kezo, Hugz Hefner                       | 3:37 |
| 4.    | Faux G (Jazzy Bazz, La Fève, Deen Burbigo)                 | Marty Santi, Johnny Ola                 | 3:03 |
| 5.    | Grimace (Deen Burbigo, OG L'Enf)                           | Johnny Ola, Elyo                        | 2:35 |
| 6.    | Coupe la parole (Esso Luxueux)                             | Kezo                                    | 3:34 |
| 7.    | Cac 40 (Alpha Wann, Ratu$, Veust)                          | WAVYVAYÉ                                | 1:38 |
| 8.    | Mauvais rat (Ratu$, Olazermi)                              | JayJay, LamaOnTheBeat                   | 2:56 |
| 9.    | Combien ? (Ratu$, Deen Burbigo, Lasco)                     | Johnny Ola                              | 3:29 |
| 10.   | Rio (Eff Gee, Infinit', EDGE, Esso Luxueux)                | JayJay, Johnny Ola, Bvker               | 2:24 |
| 11.   | Cellule (Deen Burbigo)                                     | Platinumwav, Yaku, Kezo                 | 3:38 |
| 12.   | Affaire (Eff Gee, Esso Luxueux, Mv, Prince Waly, 3010)     | 3010, En’Zoo, Loubenski                 | 3:52 |
| 13.   | La B.O. (Ratu$)                                            | Rudynovski                              | 2:28 |
| 14.   | CBD (Nubi, Deen Burbigo)                                   | Hasnavour                               | 3:02 |
| 15.   | Feux arrières (OG L'Enf, Stutt, Ratu$, 2zer, Yaku)         | Yaku                                    | 2:49 |
| 16.   | Caddie (Eff Gee, Infinit', Esso Luxueux)                   | Johnny Ola, Elyo, Loubenski, LD Mikhail | 2:09 |
| 17.   | 3.14 Ville (Deen Burbigo, Eff Gee, Nekfeu, Jazzy Bazz)     | JayJay, Loubenski                       | 3:36 |
| 48:08 |                                                            |                                         |      |

## Clips vidéo
- 1er septembre 2022 : Deen Burbigo, Ratu$, Eff Gee, Esso Luxueux - SABOTEUR GANG